# (16796) Shinji
(16796) Shinji est un astéroïde de la ceinture principale.

## Description
(16796) Shinji est un astéroïde de la ceinture principale. Il fut découvert le 6 février 1997 à Chichibu par Naoto Satō. Il présente une orbite caractérisée par un demi-grand axe de 3,17 UA, une excentricité de 0,13 et une inclinaison de 10,4° par rapport à l'écliptique.

## Compléments